# 68218 Nealgalt
68218 Nealgalt è un asteroide della fascia principale. Scoperto nel 2001, presenta un'orbita caratterizzata da un semiasse maggiore pari a 3,0355024 UA e da un'eccentricità di 0,1132254, inclinata di 2,78611° rispetto all'eclittica.
L'asteroide è dedicato all'astronomo amatoriale statunitense Neal Galt.